# Виснёвский, Лукаш
Лукаш Виснёвский или Вишнёвский (пол. Łukasz Wiśniowski; род. 7 декабря 1991 в Цехануве, Мазовецкое воеводство, Польша) — польский профессиональный шоссейный велогонщик, выступающий c 2019 года за команду мирового тура «CCC Team».

## Достижения
2013
1-й — Этап 1 Тур Тюрингии U23
1-й  — Чемпион Польши — Групповая гонка (U23)
1-й  — Чемпион Польши — Индивидуальная гонка (U23)
2014
1-й  Circuit des Ardennes — Генеральная классификация
1-й — Гент — Вевельгем U23
1-й — Этап 4 Тур Нормандии
2015
1-й — Этап 1 (КГ) Тур Чехии
3-й — Тур Зеландии
3-й — Три дня Западной Фландрии — Генеральная классификация
2016
1-й — Этап 1 (КГ) Тур Сан-Луиса
2-й — Три дня Западной Фландрии — Генеральная классификация
4-й — Чемпионат Польши — Групповая гонка
5-й — Кюрне — Брюссель — Кюрне
2017
7-й — Trofeo Playa de Palma
9-й — Trofeo Porreres-Felanitx-Ses Salines-Campos
2018
2-й — Омлоп Хет Ниувсблад
8-й — Кюрне — Брюссель — Кюрне

## Статистика выступлений

### Гранд-туры
| Гонка           | 2016 | 2017 | 2018 |
| --------------- | ---- | ---- | ---- |
| Джиро д'Италия  | 138  | —    | —    |
| Тур де Франс    | —    | —    | —    |
| Вуэльта Испании | —    | —    | —    |

| —  | Не участвовал  |
| НФ | Не финишировал |